# Coleocoptus senio
Coleocoptus senio là một loài bọ cánh cứng trong họ Cerambycidae.